# El paraíso del mal
El paraíso del mal es una película dramática pre-code estadounidense de 1931 dirigida por George Fitzmaurice y protagonizada por Ronald Colman y Fay Wray. Está basada en una historia que fue hecha por Ben Hecht y Charles MacArthur.

## Trama
El elegante ladrón inglés Barrington Hunt (Ronald Colman) se reúne con su grosero cómplice estadounidense, Smiley Corbin (Warren Hymer), en un hotel en decadencia en el desierto del Sahara, fuera del alcance de la autoridad francesa. Hunt se molesta al enterarse de que Smiley, que tiene debilidad por las mujeres, perdió la recaudación del último robo al conocer a una "dama".
Hunt no tarda en encontrar un nuevo objetivo para su hurto en el anciano ciego Barón de Jonghe (Tully Marshall), un antiguo residente del hotel con un insospechado alijo de dinero robado. Se propone a determinar el lugar en el que se esconde el dinero, pero se enamora de Camille (Fay Wray), la atenta e inexperta pariente de Jonghe. Sin embargo, cuando Smiley se enamora de Eliza Mowbray (Estelle Taylor), le confiesa el plan de su jefe. Pronto, cada uno de los variopintos criminales y asesinos fugitivos que habitan el hotel lo sabe, y Hunt se ve obligado a prometer a cada uno una parte del botín. Para complicar aún más las cosas, Hunt se enamora de Camille, y ella de él.
La ubicación del dinero se revela cuando el barón se pone muy nervioso cuando Hunt se ofrece a encender un fuego en la chimenea de su suite. Hunt se guarda este descubrimiento para sí mismo, pero le dice a Smiley que le pida prestada la llave del coche de Eliza.
Los delincuentes, que se han vuelto impacientes por el lento cortejo de Hunt a Camille, exigen que se actúe. Hunt sugiere en privado a las parejas de delincuentes que sería mejor dividir el dinero entre tres socios. Todos están de acuerdo.
Mientras tanto, Alfred (Charles Hill Mailes), el hermano del barón, llega con una promesa de amnistía si De Jonghe devuelve el dinero que robó. De Jonghe insiste en que es legítimamente suyo y que Camille lo tendrá después de su muerte.
Más tarde, cuando De Jonghe sale de su habitación para disfrutar de las fiestas, Hunt entra a hurtadillas, registra la chimenea y localiza el dinero. Se embolsa el botín y devuelve la caja metálica al lugar donde la encontró, y luego se escapa. De Jonghe sospecha y vuelve a su habitación. Mientras recupera la caja, es visto por uno de los ladrones, que le dispara y huye con la caja, sin saber que está vacía. El sonido del disparo despierta al resto de los residentes. No tardan en darse cuenta de que Hunt les ha engañado a todos. Sin embargo, mientras Smiley los retiene con su pistola, Hunt le da a Camille el dinero y la envía a un lugar seguro con Alfred de Jonghe. Le dice a la joven llorosa que es la primera cosa buena que ha hecho y que estará mejor si no se encuentra en compañía de un fugitivo buscado. A continuación, él y Smiley emprenden su propia huida. Mientras se alejan, Smiley pregunta por su parte del dinero. Hunt le regala una flor y le explica que se ha encontrado con una "dama".

## Reparto
- Ronald Colman como Barrington Hunt
- Fay Wray como Camille de Jonghe
- Estelle Taylor como Eliza Mowbray
- Warren Hymer como Smiley Corbin
- Tully Marshall como Baron de Jonghe
- Lawrence Grant como Dr. Shayne
- Ullrich Haupt como Coronel von Axt
- Henry Armetta como Nick
- Lucille La Verne como Lucie Villars
- Mischa Auer como Prince Nicolai Poliakoff
- Henry Kolker como Col. Lautrac
- Charles Hill Mailes como Alfred de Jonghe